# Hecates Tholus
Hecates Tholus ist ein erloschener Schildvulkan im Gebiet Elysium Planitia auf dem Planeten Mars. Er liegt nördlich der benachbarten Vulkane Elysium Mons und Albor Tholus.
Hecates Tholus ist 5,3 km hoch und besitzt an der Basis einen Durchmesser von 180 km. Seine komplex aufgebaute Caldera hat einen Durchmesser von 10 km und ist 600 m tief.
An den Flanken zeigen sich radial verlaufende Gräben, die durch flüssige Lava erodiert wurden. Am nordwestlichen Rand ist ein Krater sichtbar, der durch einen Einsturz gebildet wurde, nachdem darunter liegende Magmakammern entleert wurden. Der westliche Rand weist zudem Spuren einer vergangenen Vergletscherung auf.
Auswertungen der Marssonde Mars Express haben ergeben, dass die Vulkane der Elysium-Region über lange Zeiträume aktiv waren. Größere Eruptionen von Hecates Tholus fanden vor 1 Mrd. sowie vor 300 und 100 Mio. Jahren statt.